# Chloris formosana
Chloris formosana är en gräsart som först beskrevs av Masaji Masazi Honda, och fick sitt nu gällande namn av Yi Li Keng. Chloris formosana ingår i släktet kvastgrässläktet, och familjen gräs. Inga underarter finns listade i Catalogue of Life.